# Comuna Molocikî, Ciudniv
Molocikî (în ucraineană Молочківська сільська рада) este o comună în raionul Ciudniv, regiunea Jîtomîr, Ucraina, formată din satele Molocikî (reședința) și Motrunkî.

## Demografie
Componența lingvistică a comunei Molocikî
     Ucraineană (98%)
     Rusă (1,63%)
     Alte limbi (0,38%)
Conform recensământului din 2001, majoritatea populației comunei Molocikî era vorbitoare de ucraineană (98%), existând în minoritate și vorbitori de rusă (1,63%).